# Shigeaki Yokota
Shigeaki Yokota (横田茂昭?, Yokota Shigeaki; Okayama, 1º maggio 1969) è un giocatore di go giapponese.

## Biografia
Allievo di Kazuo Akagi divenne professionista presso la Kansai Ki-in nel 1983. Il punto più alto della sua carriera è stata la finale raggiunta nel Gosei 2007.

## Titoli
| Nazionali                | Nazionali | Nazionali |
| Torneo                   | Vittorie  | Finalista |
| ------------------------ | --------- | --------- |
| Kansai Ki-in Primo Posto | 1 (2005)  |           |
| Gosei                    |           | 1 (2007)  |
| Totale                   | 1         | 1         |